# Lieschen Müller
Lieschen Müller steht im deutschen Sprachraum als Platzhaltername für einen Durchschnittsmenschen. Durchschnittliches wird häufig auch mit Redewendungen wie beispielsweise „wie von Lieschen Müller“ bezeichnet.

## Hinweise auf früheren synonymen Sprachgebrauch
Die Weberstochter und spätere Hochstaplerin Sophie Sabina Apitzsch gab sich 1714 als Prinz aus und wurde daraufhin „Prinz Lieschen“ genannt. Der deutsche Schriftsteller Heinrich Moritz Heydrich schrieb 1861 die romantische Posse Prinz Lieschen. Wilhelmine Heimburg schrieb 1879 den Roman Lumpenmüllers Lieschen. Ob diese Namensgebungen auf einem Sprachgebrauch von „Lieschen“ als „gewöhnliches Mädchen“ beruhen, ist hier nicht belegt. Es gibt Aussagen, dass der Begriff „Lieschen Müller“ zumindest schon in der ersten Hälfte des 20. Jahrhunderts im deutschen Sprachgebrauch Eingang fand.

## Verbreitung des Ausdrucks durch Kinofilm
Spätestens 1957 mit Spielfilmen wie Schütze Lieschen Müller und nachdem Lieschen Müller als – von Sonja Ziemann verkörperte – Figur Der Traum von Lieschen Müller (1961) als deutsche Büroangestellte der 1960er Jahre auftauchte, war der Name (vergleichbar mit Otto Normalverbraucher) im allgemeinen Sprachgebrauch präsent. In dem Film träumt die Titelfigur davon, in den USA als Liz Miller zur höheren Gesellschaft zu gehören.

## Abgewandelte Formen in Literatur und Politik
Der Journalist Christian Ferber schrieb 1963 literarische Übersetzungen seichter Unterhaltungsliteratur unter dem Pseudonym Lisette Mullère, einer Übertragung des deutschen Lieschen Müller ins Französische, womit er versteckt zum Ausdruck brachte, was er selbst von dieser Art Literatur hielt. Lisette Mullère war in den 1960er Jahren eine bekannte Kunstfigur der politischen Satiren Ferbers.
Eine weitere Prägung hat dieser Begriff durch das Voransetzen eines Doktorgrades erhalten. „Dr. Lieschen Müller“ ist – seit Konrad Adenauer über das Magazin Der Spiegel äußerte, es sei nichts anderes als „die Bild-Zeitung für Dr. Lieschen Müller“ – ein Synonym für eine Person, die trotz ihrer akademischen Würden ebenso naiv ist wie Lieschen Müller. Der Schauspielerin Vera Oelschlegel wird der mit diesem Gegensatz spielende Spott über die Gestaltung und Architektur der Waldsiedlung Wandlitz zugeschrieben: „Die Häuser waren so, wie sich Lieschen Müller die Villa von Dr. Lieschen Müller vorstellte […]“